# Doctor Faustus (romanzo)
Doctor Faustus (in tedesco Doktor Faustus) è un romanzo dello scrittore Thomas Mann. Iniziato nel 1943 durante il suo esilio negli USA, fu pubblicato nel 1947 col titolo Doktor Faustus. Das Leben des deutschen Tonsetzers Adrian Leverkühn, erzählt von einem Freunde (Doctor Faustus. La vita del compositore tedesco Adrian Leverkühn, narrata da un amico).
L'amico d'infanzia è l'umanista Serenus Zeitblom, il tragico protagonista è Adrian (i due somigliano ai personaggi di Settembrini e Naphta de La montagna incantata). Incarnano il dualismo del carattere tedesco: il primo la ragione nella democrazia e nel progresso (lo spirito apollineo di Friedrich Nietzsche), Adrian lo spirito dionisiaco, con le sue passioni ed il destino funesto che l'attende.
Il proposito di Mann era quello di «scrivere il romanzo della mia epoca travestito da storia di una esistenza precaria e sommamente peccaminosa», ossia gli anni drammatici del crollo del Terzo Reich di Hitler esemplificati dalla parabola umana di un artista sterile ma follemente ambizioso che, per vincere la sua pochezza, si consegna al demonio.

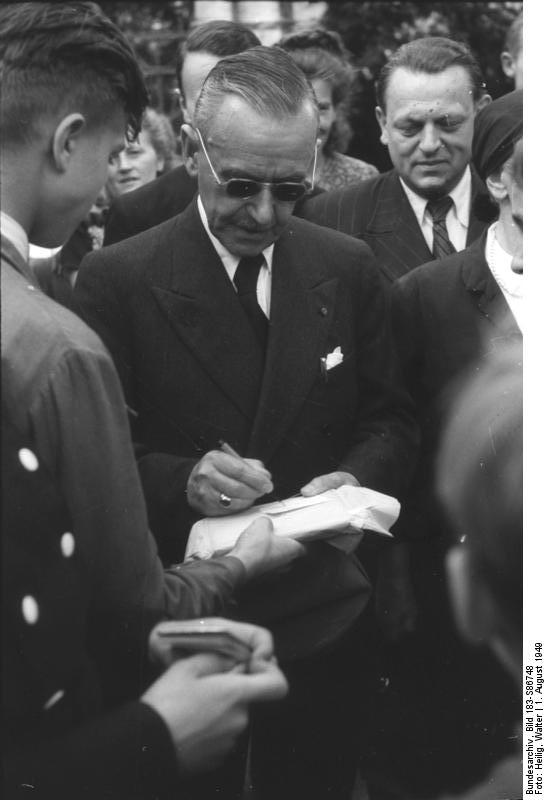
Thomas Mann nel 1949 mentre firma autografi, poco dopo la pubblicazione del Doctor Faustus

## Tema
La vita del celebre compositore Leverkühn viene raccontata retrospettivamente da Zeitblom, mite insegnante di materie classiche, il quale inizia a scrivere le sue note biografiche il 27 maggio 1943, lo stesso giorno in cui Thomas Mann, negli USA, inizia la stesura del romanzo.
La storia è una rivisitazione della leggenda medioevale di Faust, inserita nel contesto temporale della prima metà del Novecento e ambientata in Germania. Narra la vita e l'opera del compositore Adrian Leverkühn: la sua straordinaria intelligenza e capacità creativa lo convincono, fin da giovane, d'esser un predestinato dagli dèi al successo.
Adrian, però, desidera la grandezza assoluta, e per ottenerla non esita a stipulare un patto faustiano; per amplificar il suo genio creativo contrae intenzionalmente la sifilide. La malattia approfondisce la sua ispirazione artistica attraverso la follia.
In una scena che richiama I fratelli Karamazov (l'incontro che Fëdor Dostoevskij fa fare col Diavolo ad Ivan Karamazov) Adrian riceve (Cap. XXV), mentre si trova rinserrato nella propria stanza, la visita del demonio, che gli dice: "Effettivamente tu mi puoi vedere solo perché sei pazzo, ma ciò non significa che io di fatto non esista". A questo punto il giovane artista accetta di stipular un patto con Mefistofele: barattare la sua anima in cambio di 24 anni di genio! Dominato così dalla propria follia, che gli dona senza soluzione di continuità un'estrema ispirazione demoniaca, Adrian è innalzato fino alle vette della creatività musicale, apportando così straordinarie innovazioni nel campo (del tutto simili a quelle di Arnold Schönberg).
Gli ultimi anni creativi di Adrian sono sempre più occupati dall'ossessione nei confronti dell'Apocalisse e del Giudizio universale: l'artista geniale, che sente sempre più inesorabilmente avanzare la demenza provocata dalla neurosifilide, a un certo punto chiama a raccolta i più cari amici attorno a sé per dar testimonianza della sua prossima dipartita.
Nell'ultima cantata da lui composta ed intitolata "Il compianto del dottor Faust" confessa l'avvenuto patto demoniaco sottoscritto quasi un quarto di secolo prima. Subito dopo crolla a terra travolto dall'incoerenza definitiva.
La pazzia lo riduce ad uno stato del tutto infantile ed innocuo; vive così sotto le cure dei parenti rimastigli per altri dieci anni (proprio come nella realtà accadde a Friedrich Nietzsche).

## Trama
Sia il narratore, prima, che l'eroe protagonista della storia poi, hanno le proprie origini nella cittadina fittizia di Kaisersaschern, in Turingia sulle rive del Saale. Il cognome del padre farmacista di Serenus, nonché la descrizione dello stile e caratteristiche di Adrian evocano l'antica Germania post-medioevale, poco prima della Guerra dei trent'anni e divisa religiosamente esattamente a metà tra cattolici e luterani. La stessa propensione agli studi di teologia, che saranno intrapresi da Adrian, è erede del rinascimento tedesco, il mondo di Albrecht Dürer e Johann Sebastian Bach intriso "dell'acuto profumo e della ricettività dei più raffinati ambienti ebraici".
Un docente americano d'origine tedesca, nonché affermato musicologo ed organista, Wendell Kretzschmar, in visita alla città natale di Adrian, risvegliano di colpo in quest'ultimo tutta la passione musicale; il ragazzo comincia a ricever da lui sempre più frequenti lezioni di pianoforte e diventa così il suo mentore, in seguito anche di organo e teoria della composizione. Dopo aver brillantemente conseguito il diploma il giovane si trasferisce ad Halle per iniziare a studiare approfonditamente, non musica come ampiamente previsto, bensì teologia; l'amico Serenus non lo segue, anche se partecipa alle frequenti discussioni e scambi di opinioni in materia.
Ma la frequenza alle lezioni universitarie s'interrompe però bruscamente all'inizio appena del 4º semestre; Adrian ad un certo punto, assorbito sempre più da una visione metafisica della musica (vede nell'armonia, nel contrappunto e nella polifonia delle chiavi d'accesso per giungere alla comprensione perfetta della numerologia, in particolar dei cosiddetti 'numeri mistici') finisce col seguire il professor Kretzschmar a Lipsia e divenirne presto uno dei migliori allievi. Tutto ciò accade al principio del semestre invernale del 1905.
Serenus a questo punto descrive "con brivido religioso" l'incontro avvenuto nel 1906 tra un Adrian appena ventunenne e la donna (chiamata Esmeralda) che gli trasmette la sifilide per via sessuale, è difatti una prostituta di bordello, e di come i medici furono impediti dall'effettuar una cura efficace per tutta una serie concatenata di circostanze "misteriose". Questa è la prima delle 'tentazioni' a cui Adrian cede, d'ora in poi si sentirà sempre più attrarre dal Diavolo.
Serenus comincia a percepire l'avvento del demoniaco in Adrian, il quale intanto sviluppa una serie di altre amicizie, prima fra tutte quella col traduttore Rüdiger Schildknapp e poi, dopo il trasferimento a Monaco di Baviera, col giovane e bel violinista Rudolf Schwerdtfeger; ma anche con la signora Rodde e le di lei figlie Clarissa e Ines, infine col numismatico Kranich e i due artisti Leo Zink e Battista Spengler (volutamente omonimo del filosofo Oswald Spengler).
Serenus tuttavia insiste nel sottolineare la vicinanza speciale ch'egli continua a mantenere nei rapporti con Adrian, il quale continua a dare solo a lui del 'tu'; successivamente il musicista fa la sua conoscenza, nel paesino ad un'ora di viaggio da Monaco chiamato Pfeiffering, della famiglia Schweigestill, nella cui casa ad un certo punto si ritirerà in permanenza. Nove mesi dopo decide però, assieme al traduttore Rüdiger, di compiere un viaggio in Italia, fino a Palestrina (siamo oramai nel 1912) e a Serenus capita di fargli visita; qui, lavorando per musicare la commedia di William Shakespeare intitolata Pene d'amor perdute, Adrian ha il suo primo lungo dialogo con la figura di Mefistofele, il quale sembra apparir oggettivamente fuori dall'anima afflitta e già tormentata dell'ancor giovane artista.
Serenus trascrive interamente il manoscritto lasciato dall'amico in cui egli narra tutta la conversazione avuta con la figura demoniaca: egli afferma quindi come la giovane donna chiamata Esmeralda sia stata lo strumento in cui la sua vanagloria è rimasta intrappolata per sempre. Il diavolo a questo punto offre 24 anni di tempo da dedicare interamente alla creazione artistica più geniale (necessari per la creazione di fondamentali innovazioni nel campo); 24 anni a partire dal momento dell'incubazione della malattia, ossia del rapporto sessuale infetto avuto con la donna. Adrian deve lasciar in cambio in eredità la propria anima al diavolo e rinunciare completamente a qualsiasi amore sincero per tutto il tempo che gli rimane ancora da vivere. Questo dialogo permette di rivelar l'intimo pensiero di Adrian, il quale accetta di rinunciare al calore dell'amore reciproco in cambio dell'intelletto amplificato al massimo grado. Tornato in patria dopo due anni Adrian si trasferisce definitivamente a Pfeiffering, vicino a Garmisch-Partenkirchen, e qui, durante le conversazioni avute con Serenus rivela per la prima volta la visione oscura che ha della propria esistenza.
Sembrano d'ora in poi apparir via via sempre nuove figure di tipo demoniaco davanti ad Adrian, ad esempio il Dr. Chaim Breisacher, d'intelletto notevolmente sviluppato, tanto quanto la sua bruttezza esteriore. Nel 1915, contemporaneamente al matrimonio di Ines, sviluppa inoltre sempre più una forma psicologica d'amore omosessuale nei confronti dell'amico violinista Rudolf 'Rudi' Schwerdtfeger. Ora Adrian comincia poco alla volta a manifestare i primi sintomi patologici della malattia sessuale: conati di vomito e continue dolorosissime emicranie; ma sta anche producendo una musica nuovissima ed estremamente più raffinata rispetto a tutta quella sua precedente. Tuttavia il suo lavoro viene interrotto più volte da forti attacchi di mal di testa, di cui fin dall'infanzia ha sofferto.
Gli si apre la strada per un grande lavoro, il suo più grande di sempre, che ha intenzione d'intitolare "Apocalypsis cum figuris". Lo stesso Rudolf corteggia in privatissima solitudine Adrian, chiedendo di creare per lui un concerto per violino, il quale rappresenterebbe così la prole della loro "unione amorosa platonica". Nell'agosto 1919 ha oramai completato il disegno e le strutture di base della sua 'Apocalisse'.
Tra i nuovi amici intellettuali della sua cerchia vengono menzionati l'esperto d'arte grafica Sixtus Kridwiß (che lo introduce al pensiero di Georges Sorel), il paleozoologista Dr. Egon Unruhe, lo storico della letteratura Georg Vogler, lo studioso di Dürer Dr. Holzschuher, infine il 'poeta saturnino' Daniel zur Höhe (che rappresenta Stefan George). Durante le riunioni ad intervalli regolari che hanno capita loro anche di discutere d'argomenti della più stretta attualità politica: affermano ad esempio la necessità d'abbandonare l'eccessiva mollezza democratica, rinunziare pertanto al modello moderno di stampo borghese per ritornare ad un'epoca d'asprezza pre-medioevale, quella delle Invasioni barbariche del V secolo (quando le nordiche razze germaniche erano molto più forti di quelle latine).
Adrian capita di scrivere a Serenus che proprio il collettivismo è la più autentica e vera antitesi della cultura borghese: l'amico non rinuncia a fargli gentilmente rilevare che l'estetismo più estremizzato non può che essere l'araldo d'una nuova barbarie, quella di una società che è collassata. L'estetismo come lo intende lui può facilmente diventare inumano, quindi anti-democratico, e finire per compiacersi della propria disumanità razzista. Ma la critica alla tradizione da parte di Adrian è feroce, il suo intento è quello di distruggere letteralmente tutte le forme d'arte tradizionali.
La sua 'Apocalisse' viene eseguita per la prima volta a Francoforte sul Meno nel 1926 da Otto Klemperer assistito da Erb (allusione a Karl Erb, il tenore apprezzatissimo a quell'epoca per il ruolo svolto nella Passione secondo Matteo di Johann Sebastian Bach). Serenus descrive il lavoro come intriso di una nostalgia senza più alcuna speranza, con una "rista infernale che viene recepita e trasfigurata anche nei toni più brucianti delle sfere angeliche".
Adrian però vuole mantenere la parola data al Diavolo e non può quindi cedere all'amore per 'Rudi': per tentar d'ottener i favori d'una donna, gli fa credere di volerlo impiegare in qualità di 'messaggero d'amore'; la signora - Marie - pare come previsto preferire lo stesso Rudi all'artista. Poco dopo Rudolf rimane ucciso sul predellino del tram a causa della folle gelosia di Ines, con cinque colpi di rivoltella. Dopo la morte dell'amico, Adrian si ritira sempre più dalla vita sociale.
Come Adrian incomincia a pianificare, a partire dal 1928, il suo 2º concerto per Oratorio, che ha preventivato d'intitolar "Le lamentazioni del Dottor Faustus", ecco che il figlio di sua sorella viene mandato a vivere da lui: l'aria di campagna dovrebbe difatti aiutarlo a recuperar presto le forze perdute a causa del morbillo. Il bambino (ha appena 5 anni) il cui nome è Nepomuk, ma che viene chiamato dai membri della famiglia anche Nepo ed 'Echo', è talmente bello ed emana un tale fascino che riesce presto a conquistare l'amore e l'affetto di tutti gli abitanti del paese.
Ma il Diavolo è inflessibile, anche questo amore casto e trattenuto non è permesso. Intanto un'opera di dimensioni gigantesche si viene a sviluppare nella mente di Adrian, e come questa cresce e si sviluppa così il nipote si ammala fino a morire in maniera orribile di meningite purulenta: Adrian, disperato ritiene sia unicamente colpa sua in quanto l'ha guardato con occhio amorevole, cosa che gli era stata espressamente proibito nel contratto satanico. È stato pertanto lui stesso ad uccidere l'amato piccolo con gli influssi più velenosi ed infernali fuoriusciti dall'interno di se stesso.
Con l'avvento dell'anno 1930 il periodo concesso ad Adrian scade, ma le 'Lamentazioni' vengono terminate puntualmente appena in tempo: Adrian convoca allora tutti gli amici e conoscenti e, invece di suonare per loro la musica dodecafonica che racconta la storia del suo patto con Mefistofele, precipita nell'oblio della malattia mentale, che non lo lascerà più fino alla morte avvenuta dieci anni dopo.
Mortalmente pallido è crollato davanti al pianoforte, dopo i primi accordi dissonanti, perdendo conoscenza; dopo essersi risvegliato da un lungo coma non riconosce più i suoi amici. La sua vita spirituale si spegne e, dopo aver passato un periodo di tempo in manicomio, col completamento della diagnosi viene riaccolto in casa dalla madre che comincia così a fargli da infermiera.
Dopo un ultimo sprazzo di lucidità, in cui tenta il suicidio, il suo triste destino si compie, ridotto sempre più ad uno stato infantile per la progressiva paralisi al sistema nervoso centrale. Serenus continua a fagli visita di tanto in tanto e sopravvive per testimoniare il crollo della patria tedesca dopo i primi 'trionfi militari dissoluti'; in attesa di ciò inizia a raccontare la storia del suo carissimo amico, così tragicamente perduto.

## Personaggi
Serenus Zeitblom
Adrian Leverkühn (1885-1940)
Nasce nella fattoria di un borgo nei pressi di Weißenfels da una famiglia di agricoltori. Ha un fratello ed una sorella, Georg ed Ursula; la madre Elsbeth è una donna semplice e alla buona senza troppe pretese. A otto anni viene inviato nella scuola della vicina Merseburg e poi a Naumburg prima di approdare a Kaisersaschern e quivi stabilirsi in casa dello zio, che possiede un negozio di strumenti musicali: qui inoltre conosce il suo più caro amico d'infanzia e futuro biografo Serenus Zeitblom.
Elsbeth Leverkühn
Madre di Adrian. Ha una calda voce da mezzosoprano ed ogni tanto pizzica qualche accordo alla chitarra canticchiando motivetti; questi, ripetuti dal piccolo Adrian mentre si reca dalla lattaia, costituiscono le sue prime impressioni ed esperienze musicali.
Padre di Adrian
Durante il tempo libero si diletta in studi di Alchimia e a vari esperimenti più o meno pseudo-scientifici. Chiama un tutore per dare un'educazione privata ai due figli maschi ma, quando Adrian ha appena otto anni, già sembra che il maestro non abbia più nulla da insegnargli.
Georg e Ursula
Rispettivamente fratello sorella di Adrian, il quale ha nei loro riguardi un rapporto amichevole ma alquanto distaccato.
Rüdiger Schildknapp
Rudolf Schwerdtfeger
Grazie al forte sentimento romantico provato nei suoi confronti Adrian riuscirà a superare la sua innata timidezza e distacco, venendo a contatto per la prima volta con una sensazione di calorosa familiarità.
Signora Rodde
Madre di Ines
Ines Rodde (Institoris)
Un tipo eccentrico, finirà per diventare uno strumento nelle mani di Adrian. Sposa un ricco scienziato il dottor Helmut Institoris.
Marie Godeau
Giovane attrice di teatro svizzero-francese di cui Adrian si innamora dopo il primo incontro. Viene descritta come "una ragazza simpatica che ha i migliori occhi neri del mondo".
Incarnazioni diaboliche
Nel capitolo XXV appare personalmente ad Adrian rivelando per la prima volta la propria identità; ma sia precedentemente che dopo rimane costantemente presente attraverso altre figure e personaggi che ruotano attorno al protagonista:
1. Wendell Kretzschmar, il suo primo insegnante di musica ed affetto da una forte balbuzie. Con lui Adrian fa la tesi di dottorato, mischiando argomenti musicali ad altri decisamente più filosofici.
2. Kumpf, il professore di teologia ad Halle, che diventa una parodia di Martin Lutero quando gli sembra di veder il demonio accucciato in un angolo in attesa di spiccar il salto.
3. Schleppfuß con le sue lezioni di demonizzazione del sesso.
4. Lo zoppo di Lipsia che guida l'ignaro Adrian al bordello dove contrarrà la sifilide.
5. La prostituta (Esmeralda) che volutamente lo infetta. Questa è la maniera in cui Adrian paga il suo tributo al diavolo.
6. Chaim Breisacher, un intellettuale ebreo precursore ideologico del fascismo.

Il Diavolo mantiene la sua parola: in cambio dell'anima e della rinuncia all'amore concede ad Adrian il successo e la fama.

## Riferimenti a persone e luoghi reali
Adrian condivide varie caratteristiche con l'autore: la rigida disciplina nel lavoro, la forte volontà di riuscire, la mancanza di facilità d'ispirazione naturale, la rigidità caratteriale nei rapporti interpersonali. Il suo genio spirituale assomiglia a quello di Ludwig Wittgenstein; le vicende biografiche prendono infine moltissimi spunti dalla vita di Friedrich Nietzsche, compreso l'episodio della visita al bordello del ventunenne futuro filosofo, così com'è stata raccontata dall'amico d'infanzia Paul Deussen (nei suoi "Erinnerungen an Nietzsche"-Ricordi di Nietzsche del 1901). La sua realizzazione musicale può esser posta in parallelo a varie opere di Arnold Schönberg, in particolare il Sestetto d'archi opera 4-notte trasfigurata
Dietro la figura di Rudolf Schwerdtfeger si cela il pittore Paul Ehrenberg, nei cui confronti il giovane Thomas Mann ebbe una forte infatuazione. Infine, molte delle teorie musicali espresse nel romanzo provengono dalle riflessioni di Theodor Adorno.

## Temi e interpretazioni
L'interazione, lungo tutta la narrazione, di due livelli, da una parte l'effettiva situazione storica (la seconda guerra mondiale), parallelamente alla progressiva caduta nel buco nero della follia da parte di Adrian e dall'altra le leggende medioevali con cui lo stesso genio musicale collega consapevolmente la propria parabola esistenziale, permette di creare una ricca rete di assonanze simboliche: il romanzo si fa così allegoria politica, commento sulla pazzia delle politiche più ideologiche ed estremiste, ma anche infine riflessione meditata sul processo artistico, la creatività e la vita dell'uomo geniale.

## Traduzioni italiane
La prima traduzione italiana fu condotta sul testo pubblicato nel febbraio 1947; la traduzione di Luca Crescenzi pubblicata nel 2016 è basata sul testo riveduto da Mann per l'edizione definitiva del 1948.
- Doctor Faustus, traduzione di Ervino Pocar, introduzione di Lavinia Mazzucchetti, Collana I Classici Contemporanei Stranieri, Milano, Arnoldo Mondadori Editore, 1949,  p. 962.
- Doctor Faustus con La genesi del Doctor Faustus, a cura di Luca Crescenzi, Collana I Meridiani, Milano, Mondadori, 2016, ISBN 978-88-04-66025-5.